# Бивио Казоне (Пескара)
Бивио Казоне (итал. Bivio Casone) је насеље у Италији у округу Пескара, региону Абруцо.
Према процени из 2011. у насељу је живело 355 становника. Насеље се налази на надморској висини од 66 м.